# De zoete pap
De zoete pap is een sprookje uit Kinder- und Hausmärchen, de verzameling van de gebroeders Grimm, met als nummer KHM103. De oorspronkelijke naam is Der süsse Brei.

## Het verhaal
Een vroom meisje gaat het bos in, omdat haar moeder niet genoeg eten heeft. Ze ontmoet een oude vrouw en krijgt een potje, ze leert opdrachten om het te laten koken en stoppen. Ze gaat terug naar haar moeder en de armoede is voorbij, ze eten zoete pap zo vaak ze willen. Het meisje is niet thuis en de moeder geeft de opdracht te koken. Maar ze weet niet hoe ze het stoppen moet en de pap stroomt door het huis en door de straten. Het is een ramp en niemand kan iets doen. Als het meisje thuiskomt staat er nog maar één huis overeind en laat ze het potje stoppen. Maar als iemand de stad in wil, moet hij zich door de pap heen eten.

## Achtergronden bij het verhaal
- Het sprookje komt uit Hessen.
- In dit sprookje maken we kennis met de beroemde rijstebrijberg.
- Het motief van het sprookje is honger, het is ouder dan de algemene import van suiker en andere zoetstoffen, zoals honing of stroop, waren uitermate schaars. In het gebied werd pap gekookt met gierst. Gierst heeft ongeveer dezelfde voedingswaarde als rijst en heeft een natuurlijke zoetheid als het wordt gekookt.
- Zie ook Het sprookje van Luilekkerland en Luilekkerland, denk aan het gezegde "iets slikken voor zoete pap".
- De behulpzame oude vrouw komt in vele sprookjes voor, bijvoorbeeld in De twaalf broeders (KHM9), De duivel met de drie gouden haren (KHM29), De roverbruidegom (KHM40), De drie vogeltjes (KHM96), De groente-ezel (KHM122), De duivel en zijn grootmoeder (KHM125), De stukgedanste schoentjes (KHM133), De ganzenhoedster aan de bron (KHM179), De waternimf in de vijver (KHM181), De ware bruid (KHM186), Het klosje, de schietspoel en de naald (KHM188) en De laars van buffelleer (KHM199).
- Zie ook De drie mannetjes in het bos (KHM13), Van de visser en zijn vrouw (KHM19) en De arme en de rijke (KHM87).
- De oude vrouw met een geschenk doet denken aan Vrouw Holle (KHM24).
- Geschenken van toverwezens kunnen waardeloos lijken, maar blijken dan waardevol te zijn. Zie ook De roetzwarte broer van de duivel (KHM100), De geschenken van het kleine volkje (KHM182) en De toverfles. Het omgekeerde kan ook voorkomen, zoals in De duivel en zijn grootmoeder (KHM125). Deze motieven komen veelvuldig voor in Ierse en Bretonse sprookjes.
- Vergelijk De hebberige buurvrouw.
- Vergelijkbaar is een Fries verhaal over ierdmantsjes of kabouters, hier komen twee broers in aanraking met een wonderbaarlijke zoutmolentje van de ierdmantsjes en wordt verklaard waarom de zee zout is[1]; en een vergelijkbaar Noors verhaal verzameld door Asbjørnsen en Moe.